# 窄身銀鞍脂鯉
窄身銀鞍脂鯉，為輻鰭魚綱脂鯉目脂鯉亞目脂鯉科的其中一個種。分布於南美洲奧里諾科河、亞馬遜河、蓋亞那及巴西東北部沿岸淡水流域，體長可達6.8公分，棲息在沙底質、水質清澈的溪流，生活習性不明。